# Kristof Van Hout
Pour les articles homonymes, voir Van Hout.
Kristof Van Hout, né le 9 février 1987 à Lommel en Belgique, est un footballeur belge aujourd'hui retraité qui jouait au poste de gardien de but. Van Hout mesure 2,08 m pour 110 kg, ce qui en fait le plus grand gardien du monde[réf. nécessaire].

## Biographie
Kristof Van Hout est né le 9 février 1987 à Lommel en Belgique. Depuis le début de sa carrière, il a joué au total 1 260 minutes dans les plus grandes équipes belges[réf. nécessaire].

### Début de carrière
Il a commencé sa carrière au Lommel SK avant de tenter sa chance au KFC Verbroedering Geel puis à Willem II.

### Willem II
Kristof Van Hout commence sa carrière professionnelle au club néerlandais de Willem II. Cependant il ne jouera aucun match.

### KV Courtrai
En 2007, il signe au KV Courtrai.

### Standard de Liège
En juillet 2009, il est transféré au Standard de Liège afin de pallier le départ de Rorys Aragon Espinoza.

### Retour au KV Courtrai
Le 10 juin 2011, le gardien belge signe au KV Courtrai.

### KRC Genk
Le 2 août 2012, il signe au KRC Genk.

### Delhi Dynamos
Le 20 août 2014, il est transféré chez les Delhi Dynamos, en Inde.

### KVC Westerlo
Le 12 mai 2015, il revient en Belgique et signe au KVC Westerlo.

## Palmarès
- Vainqueur de la Coupe de Belgique en 2013 avec le RC Genk